# Province de Byumba
La province de Byumba était, de 2002 à 2006, la dénomination de l'une des 12 provinces du Rwanda (ces entités étaient appelées, avant la réforme administrative de 2002, des « préfectures »). Byumba en était la « capitale » (ou, parfois, selon certains textes officiels rwandais, le « chef-lieu »).
La réforme territoriale du 1er janvier 2006 l'a fait disparaître en la fusionnant avec la province de Ruhengeri et une partie de l'ancienne province de Kigali rural, donnant ainsi naissance à une nouvelle province du Nord. 

### Article lié
- Provinces du Rwanda